# Capilla de los Mártires (Coro)

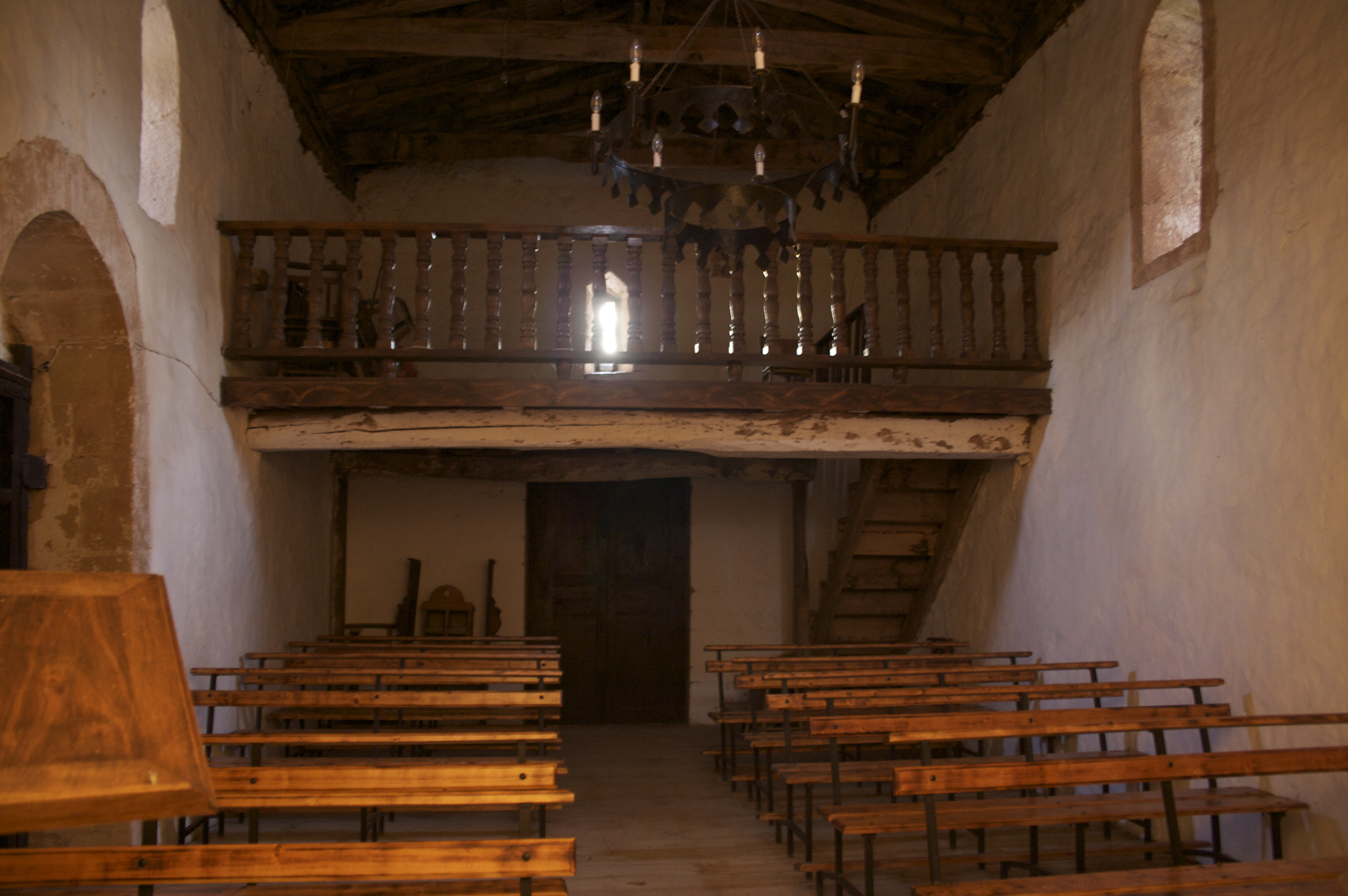
Interior del templo

La capilla de los Mártires, ubicada en Coro, en el municipio de Villaviciosa (Asturias, España) está dedicada a los santos mártires Cosme y Damián, y está situada cerca de la a Iglesia de Santo Tomás. Fue construida probablemente en la segunda mitad del siglo XIII. La capilla se salvó en la Guerra Civil de ser quemada como su vecina la iglesia de Santo Tomás (Coro) al estar anexa la escuela y temer los guerrilleros quemarla. Las tallas fueron sacadas de la iglesia siendo tiradas por los campos cercanos. Las reliquias fueron recuperadas por una vecina si bien se perdieron las reliquias que se guardaban en la mando de la virgen de las reliquias, una de las tallas de los mártires.
Consta de planta rectangular, de una sola nave de pequeñas proporciones y cabecera cuadrada, ambas separadas por un arco de triunfo apuntado de dos arquivoltas lisas y guardapolvo sobre jambas rematadas con impostas sencillas que se prolongan en los muros laterales de la capilla. El zócalo de la parte baja está decorado con dientes de sierra. La nave se cubre con armadura de madera, mientras que la cabecera lo hace con bóveda de cañón apuntado. El interior se ilumina por medio de tres pequeñas ventanas abocinadas.
Las portadas son muy sencillas. La portada oeste está formada por dos arquivoltas lisas con guardapolvo e imposta. La portada sur es de arco de medio punto liso con guardapolvo y línea de imposta; otra imposta de dientes de sierra situada a media jamba recorre longitudinalmente los muros laterales.
Ambas portadas están protegidas por un pórtico.
En la iglesia se puede encontrar una talla románica de Santa Lucía del siglo XIII, que estuvo expuesta en la muestra Orígenes. 
Se encuentra también una talla de la Virgen de las Reliquias del siglo XV y dos tallas de los santos mártires San Cosme y Damián. Estas tallas son una del siglo XX que sustituye a la pérdida en la guerra y la otra del siglo XVII. 
El Ara que se conserva es el original de mármol de 1781 que hoy en día se encuentra tapado por una estructura de madera.

## Galería de imágenes

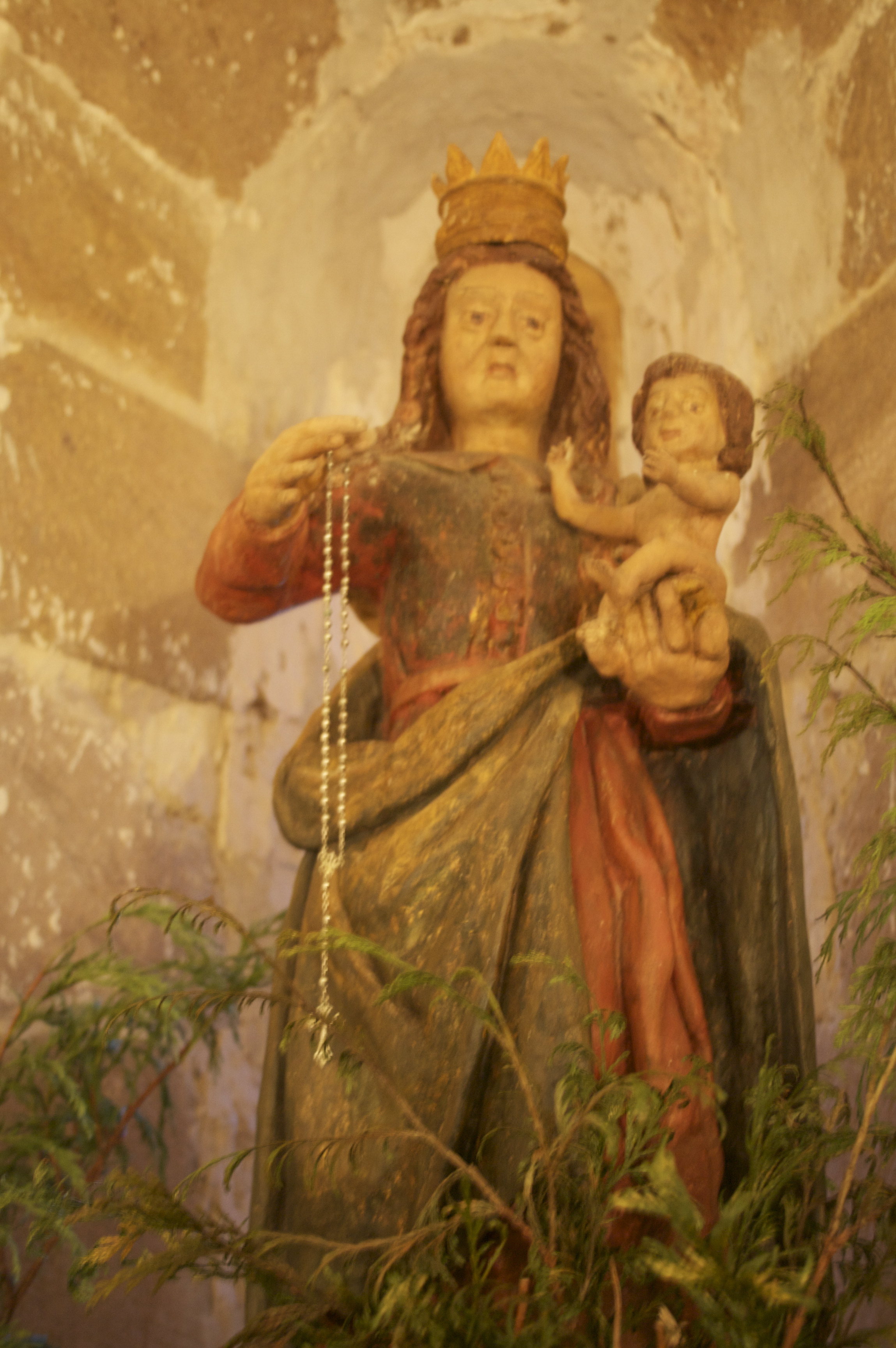
Virgen de las Reliquias
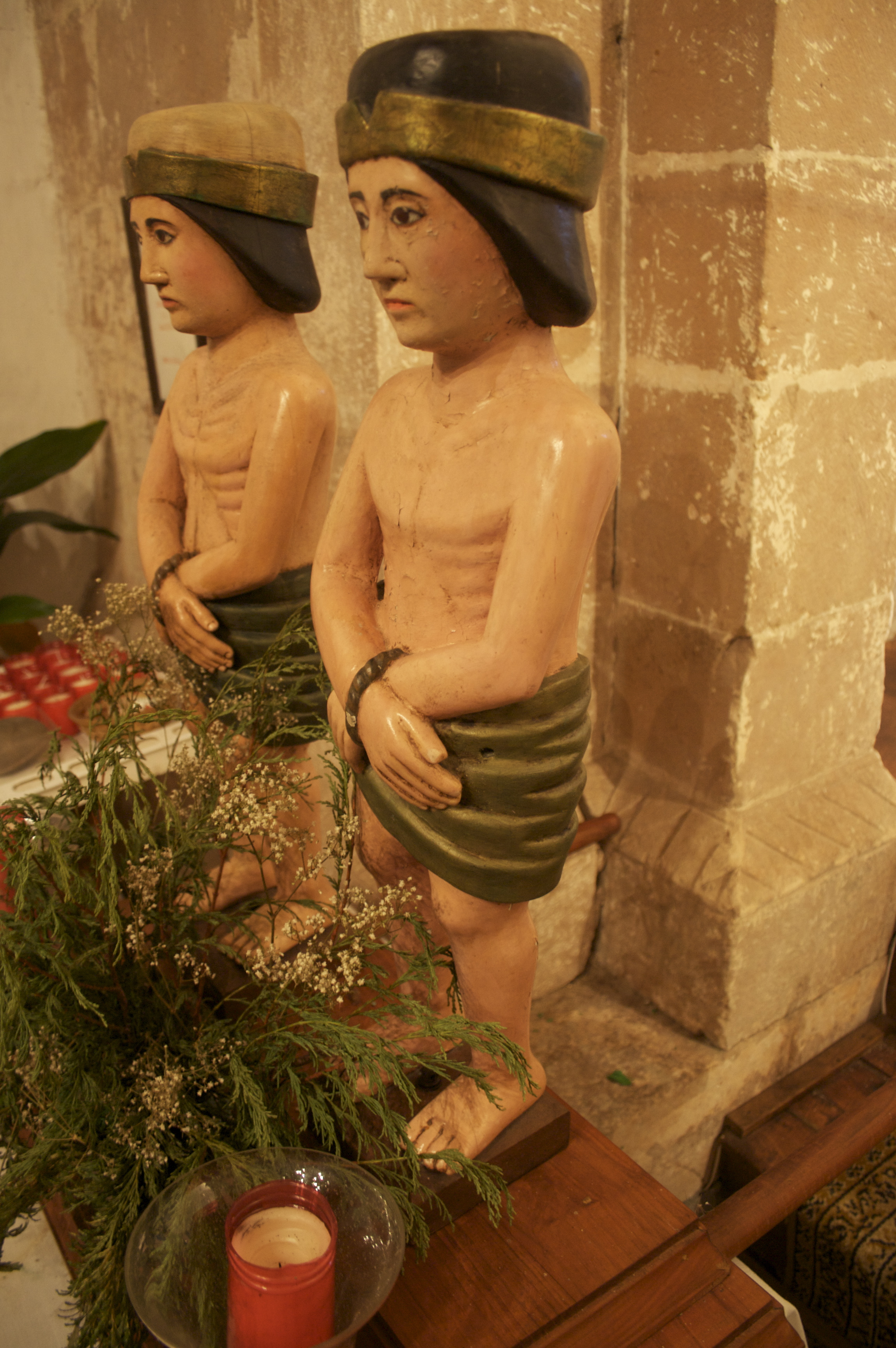
Mártires San Cosme y San Damián
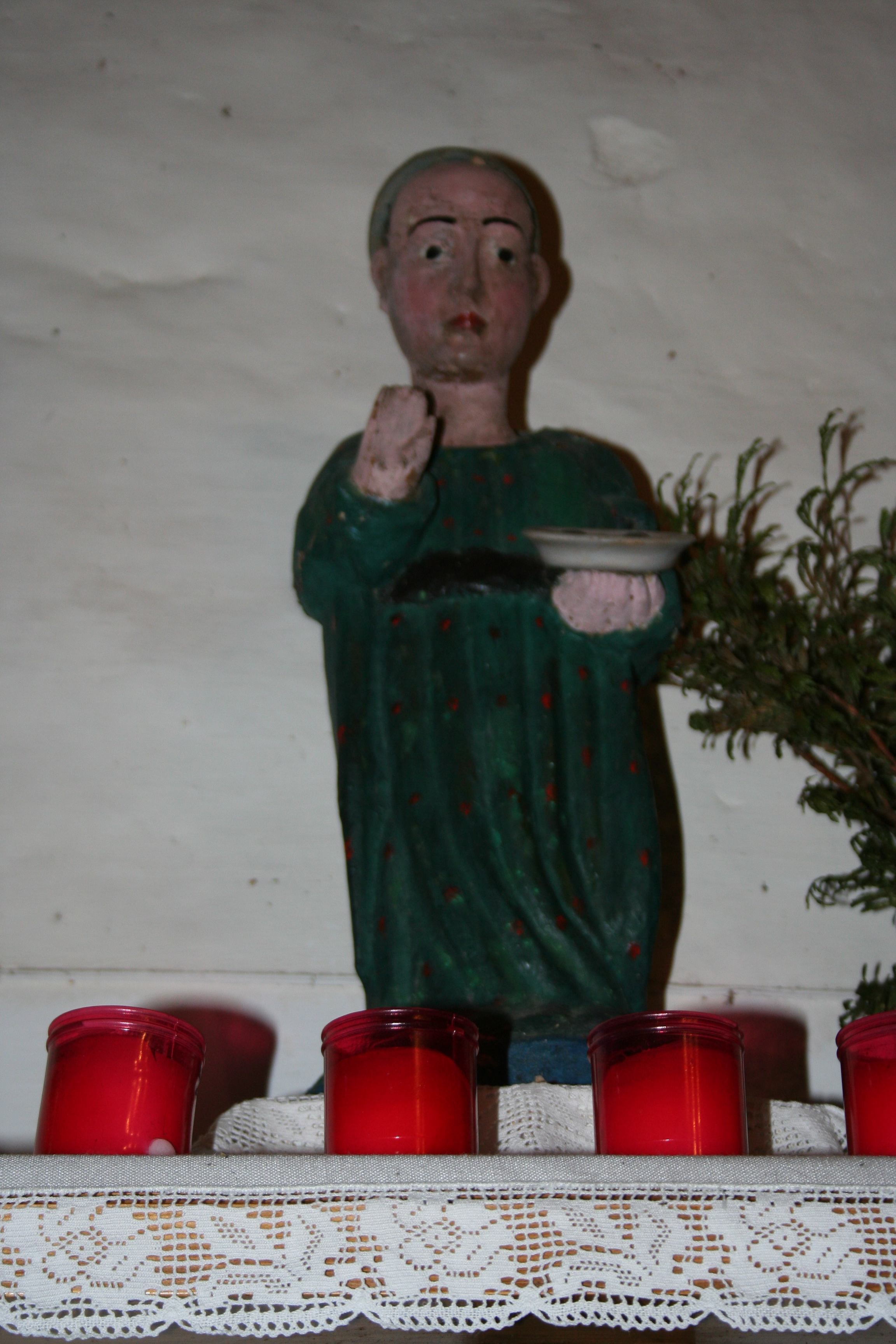
Santa Lucía
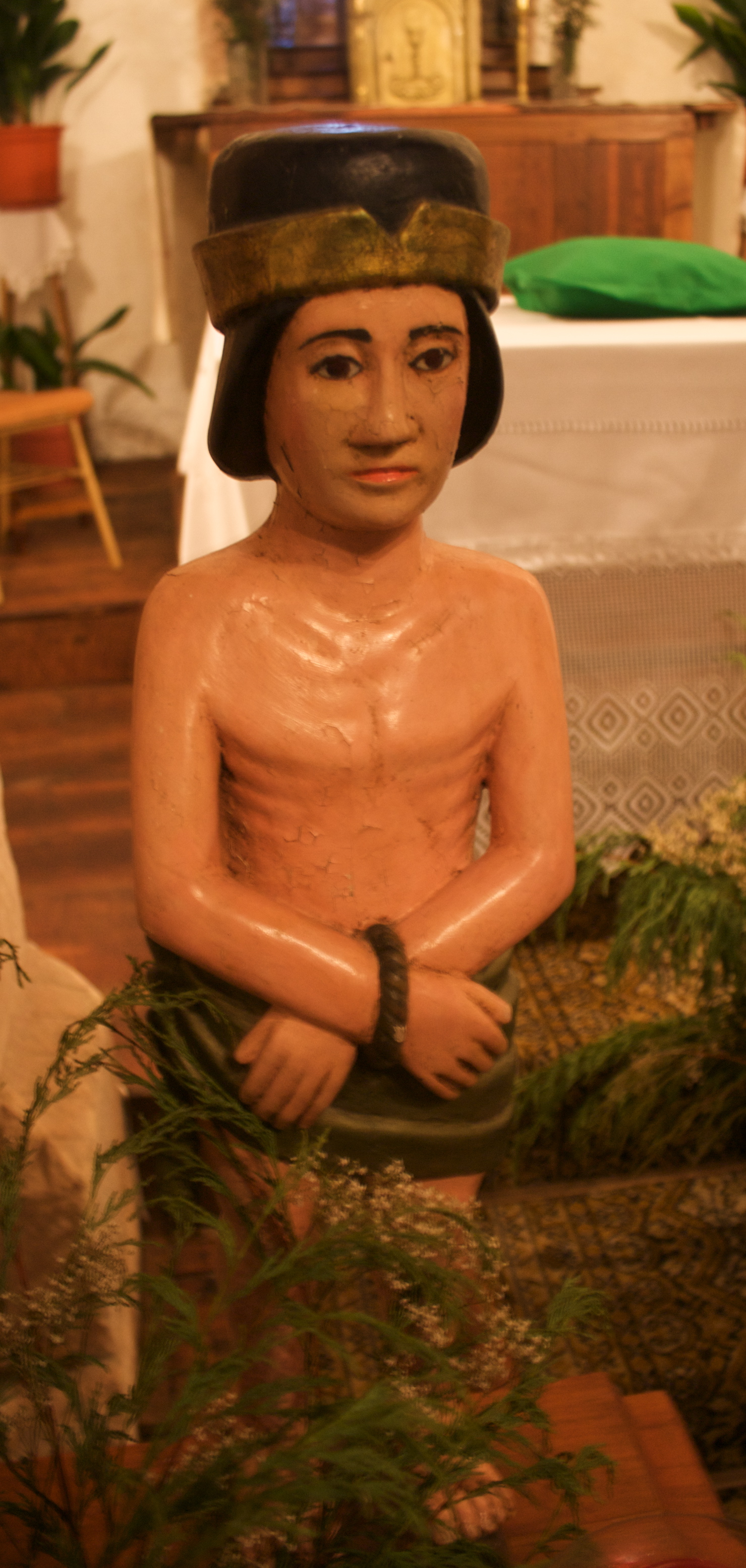
Original del siglo XVII
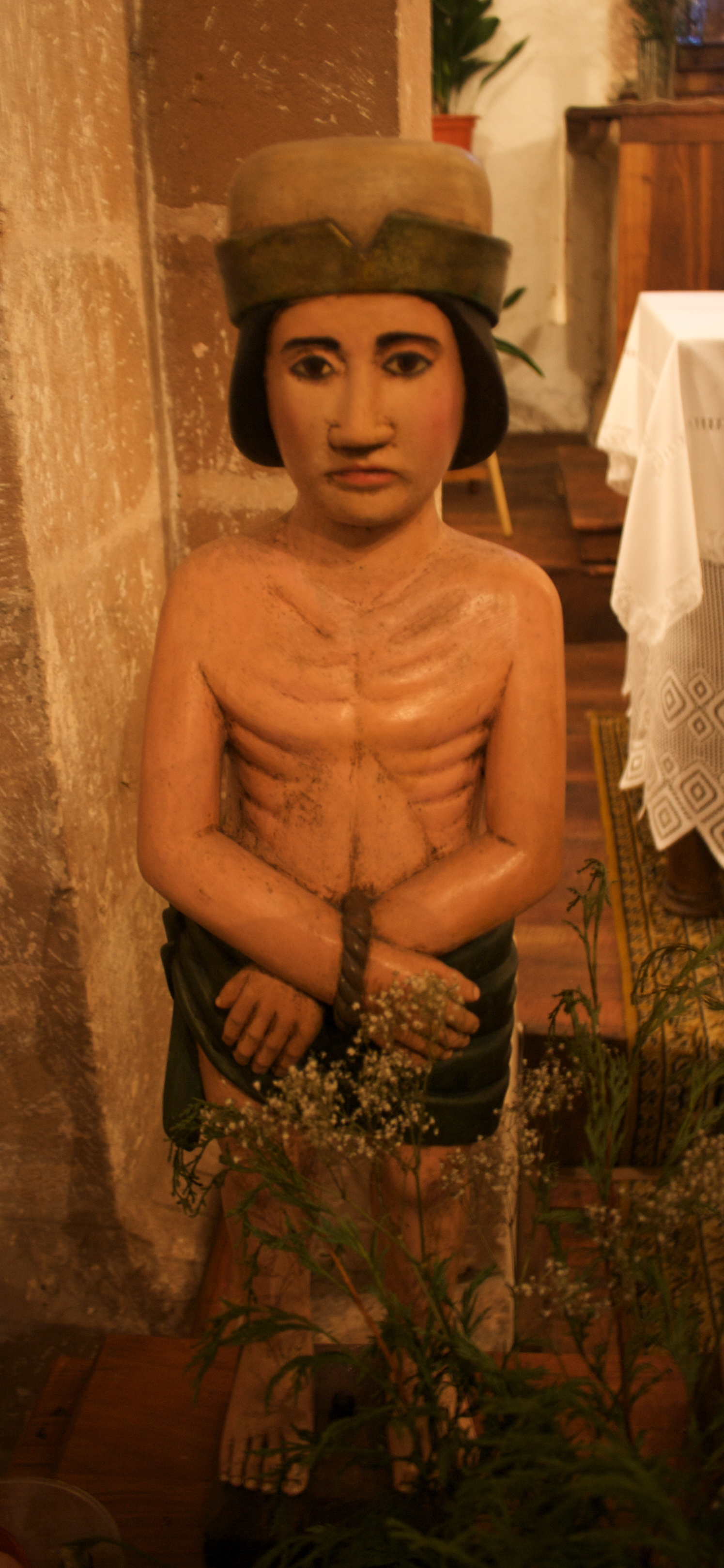
Réplica del siglo XX de original perdida en la guerra civil